# دژ پیر غار
بقایای دژ پیر غار مربوط به دوره ایلخانی است و در شهرستان فارسان، بخش مرکزی، دهستان میزدج علیا، روستای ده چشمه واقع شده و این اثر در تاریخ ۲۷ اسفند ۱۳۸۷ با شمارهٔ ثبت ۲۶۵۵۸ به‌عنوان یکی از آثار ملی ایران به ثبت رسیده است.